# Chuck Jordan
Charles Morrell "Chuck" Jordan, född den 21 oktober 1927, avliden den 9 december 2010, var en amerikansk bildesigner. Han är mest känd för sitt arbete för General Motors.
Efter avslutad designutbildning 1949 värvades Jordan till General Motors Art and Color Section. Under 1950-talet arbetade han med konceptbilar till GM:s Motorama-utställningar, innan han 1957 utsågs till chefsdesigner för Cadillac Studio. 
I slutet av 1960-talet arbetade Jordan för GM:s tyska dotterbolag Opel, där han bland annat ansvarade för formgivningen av Opel GT och Opel Manta.
Tillbaka i USA utsågs Jordan 1977 till chefsdesigner för General Motors, en position han innehade fram till pensioneringen 1992. 2012 valdes han in i  Automotive Hall of Fame.